# آیزاک نیوتن و علوم خفیه

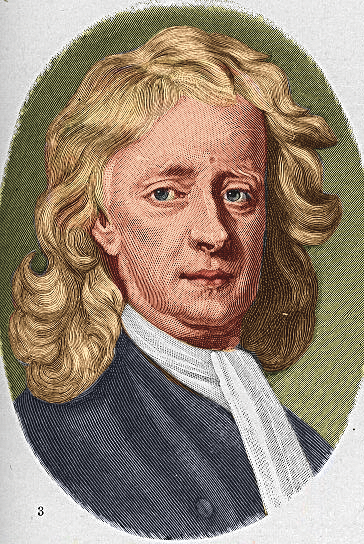
نگارهٔ نیوتن از انوک سیمن در سال ۱۷۲۶

آیزاک یا اسحاق نیوتن، فیزیک‌دان و ریاضی‌دان انگلستانی، آثاری در زمینه گاه‌شماری، تفسیر کتاب مقدس (آخرالزمان) و کیمیاگری تألیف کرده‌است. برخی از آنان را می‌توان علوم خفیه دانست. نیوتن بر کشفِ دوبارهٔ حکمت پیشینیان تأکید داشت. بدین دلیل برخی از مورخان، مانند جان مینارد کینزِ اقتصاددان، معتقدند که هرگونه اشاره به «جهان‌بینی نیوتنی» به‌عنوان جهان‌بینی‌ای صرفاً مکانیکی، تا اندازه‌ای نادرست است. تحقیقات تاریخی در مورد مطالعات خفیهٔ نیوتن پیرامون دانشِ او، برای به چالش کشیدن روایت افسون‌زدگی در نظریه انتقادی مورد استفاده قرار گرفته‌است.
به عنوان مثال، کینز پس از خرید و مطالعه آثار کیمیاگری نیوتن، در سال ۱۹۴۲ در سیصدمین سالگردِ زادروزِ نیوتن اظهار داشت که «نیوتن اولین فرد عصر روشنگری نبود، او آخرین جادوگر بود.» در عصر جدید اولیه تحصیل کرده‌ها (مانند نیوتن) دیدگاهی متفاوتی از جهان‌بینی را نسبت به قرون بعدی پذیرفتند. تمایز بین علم، خرافات و شبه علم هنوز در حال شکل‌گیری بود و دیدگاهِ کتابِ مقدسِ مسیحی در فرهنگ غربی نفوذ کرد.

## کیمیاگری
بسیاری از آنچه به عنوان مطالعات خفیهٔ اسحاق نیوتن شناخته می‌شود، تا اندازهٔ زیادی مطالعات او در زمینهٔ کیمیاگری محسوب می‌شوند. نیوتن از دوران جوانی عمیقاً به همهٔ اشکال علوم طبیعی و علومِ مواد علاقه‌مند بود، علاقه‌ای که در نهایت منجر به برخی از مشارکت‌های شناخته‌شدهٔ او در علم شد. نخستین برخوردهای او با برخی نظریه‌ها و شیوه‌هایِ کیمیاگری در دورانِ کودکیِ او بود. (زمانی که اسحاق نیوتن دوازده ساله در اتاق زیر شیروانی یک مغازه داروخانه سوار می‌شد) در دوران زندگی نیوتن، شیمی هنوز در مراحل نخستین بود، بنابراین در بسیاری از مطالعاتِ تجربی از واژگان و اصطلاحات مبهم بهره می‌بردند که با کیمیاگری و علوم خفیه مرتبط بودند. چند دهه پس از مرگ نیوتن بود که آزمایش‌های استوکیومتری، تحت آثار پیشگام آنتوان لاووازیه انجام شد و شیمیِ تحلیلی شبیه شیمی مدرن شد که امروزه می‌شناسیم. البته رابرت بویل، عضوِ معاصر و همکارِ نیوتن در انجمنِ سلطنتی، مفاهیم اساسی شیمی مدرن را کشف کرده‌بود و شروع به ایجادِ هنجارهایِ نوینِ تجربی در شیمی کرده‌بود اما نیوتن از آنها استفاده نمی‌کرد.
بسیاری از نوشته‌های نیوتن پیرامون کیمیاگری ممکن است در آتش‌سوزیِ آزمایشگاه‌اش از بین رفته‌باشد؛ بنابراین وسعت واقعی کار او در این زمینه ممکن است بزرگ‌تر از آنچه در حال حاضر شناخته شده‌است، باشد. نیوتن در طول دورهٔ کارش در کیمیاگری، دچار فروپاشی عصبی شد.

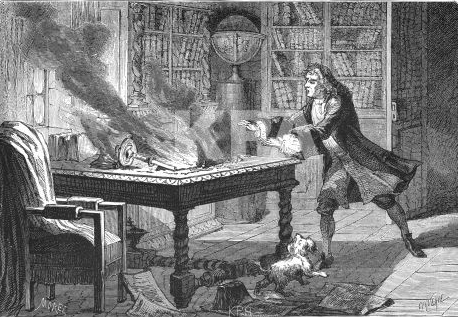
نگاره‌ای در سال ۱۸۷۴ که گزارشی احتمالاً غلوآمیز از آتش‌سوزی آزمایشگاه نیوتن را می‌نمایاند. در این روایت، سگِ نیوتن آتش را به راه انداخته و ۲۰ سال تحقیق را سوزانده. گمان می‌رود که نیوتن گفته‌است: «ای دایموند (نامِ سگش)، ای دایموند، تو از افتضاحی که انجام داده‌ای کم می‌دانی.»

نوشته‌های نیوتن می‌نمایانند که شاید یکی از اهدافِ اصلیِ او از کیمیاگری، کشف «سنگ فیلسوف» (ماده‌ای که باور بر این است که فلزات پایه را به طلا تبدیل می‌کند) و «اکسیر حیات» بوده‌است. طبق گزارش‌ها، نیوتن باور داشت که درخت دیانا(Diana's Tree
) نمایشی کیمیاگرانه از رشد محلول نقره دندریتیکی، شاهدی است که می‌نمایاند فلزات، گونه‌ای از حیات را دارا هستند.
برخی از شیوه‌های کیمیاگری در طول زندگی نیوتن در انگلستان ممنوع شدند و مشمول مجازات‌هایی شدند. نخست به دلیلِ کلاهبرداری‌هایی که در این را صورت می‌گرفت و دوم به دلیل ترس از کاهشِ ارزشِ طلا در انگلستان. در برخی موارد، مجازات کیمیاگریِ غیرمجاز، حلق‌آویزکردنِ مجرم بر روی داربستِ طلاکاری‌شده و مزین به قلوه‌سنگ و سایر اقلامِ نامشخص بود. کیمیاگری ناقل ایده‌های بدعت‌آمیز محسوب می‌شد و همچنین جعلِ پول با روش‌های کیمیا آسان بود؛ بنابراین کیمیاگری، خطرناک تلقی می‌شد.
نیوتن معتقد بود که همهٔ کیهان، زنده است و گرانش، ناشی از انتشارِ یک اصلِ کیمیاگرانه است و آن را «سالنیتِر»(salniter) نامید.
از دهه ۱۹۵۰، مسئلهٔ چیستی و درجهٔ تأثیر کیمیاگری بر آثارِ نیوتن فعالانه مورد بحث قرار گرفته‌است. هم‌اکنون این درک که میان دیدگاه‌های کیمیاگری و علومِ طبیعی نیوتن ارتباط وجود دارد، پذیرفته‌شده‌است. برخی از تاریخ‌دانانِ علم در مورد ماهیت قاطع تأثیر کیمیاگری، علوم خفیه و هرمسیه بر نظریهٔ نیروها و گرانشِ نیوتن، اتفاق‌نظر دارند. بحث در مورد مطالعات کیمیاگریِ نیوتن، تأثیر قابل توجهی بر درکِ انقلابِ علمی داشته‌است.

## نوشته‌ها
شاید نیوتن به دلیل هراس از مجازات و قضاوت از سوی همتایان خود در جامعهٔ علمی، عمداً تألیف‌های خود در موضوع کیمیاگری را منتشر نکرده‌است. نیوتن بسیار حساس به انتقاد بود، چونان که رابرت هوک او را نقد کرد و نیوتن از انتشار هرگونه اطلاعات در مورد حساب دیفرانسیل و انتگرال تا پیش از سال ۱۶۹۳ پشیمان شد. از طرفی او کمال‌گرایانه برخورد می‌کرد و از انتشار مطالبی که ناقص به نظر می‌رسیدند، می‌پرهیزید.
بیشتر میراثِ دست‌نویسِ این دانشمند، پس از مرگش به جان کاندویت، شوهرِ خواهرزاده‌اش، کاترین رسید. پزشکی به نام توماس پلت درگیرِ ارزیابی نوشته‌ها بود. و از میان دست‌نوشته‌ها «رویدادنامهٔ پادشاهی‌های باستانی»، قطعه‌ای منتشر نشده از «پرینسیپیا»، «مشاهداتی بر پیشگویی‌های دانیال و آخرالزمان سنت‌جان»، «پرسش‌های متناقض» و «در باب اخلاق و اعمال آتاناسیوس و پیروانش» را منتشر کرد. پلت، نسخه‌های خطیِ باقی‌مانده از «پیش‌نویس‌های ناپاک کتاب نبوی» را برای انتشار مناسب نمی‌دانست. پس از مرگ جان کاندویت در سال ۱۷۳۷، نسخه‌های خطی به کاترین رسیدند و کاترین کوششی ناموفق برای انتشارِ یادداشت‌های الهیاتِ عمویش کرد. او با دوستِ خداشناسِ نیوتن، آرتور اشلی سایکس مشورت کرد. سایکس ۱۱ نسخهٔ خطی را برای خود نگه داشت و بقیهٔ بایگانی به خانوادهٔ دختر کاترین و سپس به شوهرِ دخترِ کاترین منتقل شد و در پایان به ارل‌های پورتسموث رسید. اسناد سایکس پس از مرگش به کشیش جفری اکینز رسیدند و در سال ۱۸۷۲ به کالج جدید آکسفورد ارائه شدند.(و در کالج به دستان افرادی چون دیوید بروستر، فیزیک‌دانِ مشهور و زندگی‌نامه‌نویسِ نیوتن) در سال ۱۸۷۲، پنجمین ارل پورتسموث بخشی از نسخه‌های خطی را به دانشگاه کمبریج داد.
در سال ۱۹۳۶، مجموعه‌ای از آثارِ منتشرنشدهٔ نیوتن را ساتبی به نمایندگی از جرارد والوپ، نهمین ارل پورتسموث به حراج گذاشت. این مجموعه که با نام «مقاله‌های پورتسموث» شناخته می‌شود، شامل ۳۲۹ نسخهٔ خطی بود که بیش از یک سوم آنها پُر از محتواهایی بود که به نظر می‌رسید ماهیت کیمیاگری داشته‌باشند.
جان مینارد کینز، بسیاری از این اسناد را در حراجی خرید. بیشتر مجموعهٔ کینز نیز به آبراهام یهودا (که خود گردآورندهٔ سرسختِ دست‌نوشته‌های نیوتن بود) رسید.
بسیاری از اسنادِ جمع‌آوری‌شده توسط کینز و یهودا اکنون در کتابخانهٔ ملی و دانشگاهی یهودیان در اورشلیم موجود اند. در سال‌های اخیر، پروژه‌های متعددی آغاز به جمع‌آوری، فهرست‌نویسی و رونویسیِ مجموعهٔ تکه‌تکه‌شدهٔ کارهای نیوتن در مورد موضوعات کیمیاگری کرده و آنها را به‌صورت رایگان و آنلاین در دسترس نهاده‌اند. مانند دو پروژهٔ «پروژه شیمیِ اسحاق نیوتن» (به پشتیبانیِ بنیاد ملی علوم ایالات متحده) و «پروژه نیوتن» (به پشتیبانی هیئت تحقیقات هنر و علوم انسانی بریتانیا). افزون بر این، کتابخانهٔ ملی و دانشگاه یهودی تعدادی تصویر اسکن‌شده و باکیفیت از اسناد مختلف نیوتن منتشر کرده‌است.

### سنگ جادو
از آثار فروخته‌شده در حراجی سال ۱۹۳۶، اسناد متعددی حاکی از علاقهٔ نیوتن به ساخت یا پردازش سنگ فیلسوف اند. مهم‌تر از همه، اسنادی تحت عنوان آرتفیوس کتاب مخفی او، رسالهٔ یوان پونتانوس و دو دستور ساخت سنگ جادو هستند.
همچنین در حراجیِ نام‌برده، «مظهر گنج سلامت»، نوشتهٔ «ادواردوس گنروزوس انگلیکوس اینومیناتوس» که در سال ۱۵۶۲ در آنودومینی می‌زیست، منتشر شد. این رسالهٔ ۲۸صفحه‌ای پیرامون سنگ فیلسوف، سنگ فرشته و سنگ جادویی موسی است. همچنین این رساله با یک شعر کیمیاگرانه به پایان می‌رسد.

### دیگر آثار
یادداشت‌های متعدد کیمیاگرانه‌ای که از نیوتن باقی مانده‌اند می‌نمایانند که او میان کیمیاگری و آنچه امروزه علم نامیده می‌شود تفاوتی قائل نمی‌شده است. گزارش آزمایش‌های نوری را در صفحات مشترک با دستورالعمل‌های منابع جادویی نوشته است. نیوتن همیشه گزارش آزمایش‌هایش را به شفاف‌ترین طریق ثبت نمی‌کرد. کیمیاگران در کل به خاطر مبهم‌بودنِ نوشته‌هایشان مشکوک شمرده می‌شدند که نیوتن نیز ادبیات و نشانه‌های مبهم دیگری ابداع کرد.

## پژوهش‌های انجیلی
نیوتن در نسخه‌ای از سال ۱۷۰۴ کوشش‌های خود برای استخراج داده‌های علمی از کتاب مقدس را توصیف می‌کند و تخمین می‌زند که جهان زودتر از سال ۲۰۶۰ به پایان نخواهد رسید. او در پیش‌بینی این موضوع گفت: «این را نه برای اینکه پایانِ جهان را پیش‌بینی کرده‌باشم می‌گویم، بلکه برای ابطال گمانه‌های عجولانهٔ انسان‌های خیال‌پرداز که مرتباً آخرالزمان را پیش‌بینی می‌کنند، می‌گوییم؛ که با هر بار شکستِ پیش‌بینی‌هایشان، اعتبارشان کاهش می‌یابد.»

### پژوهش‌هایش بر معبد سلیمان

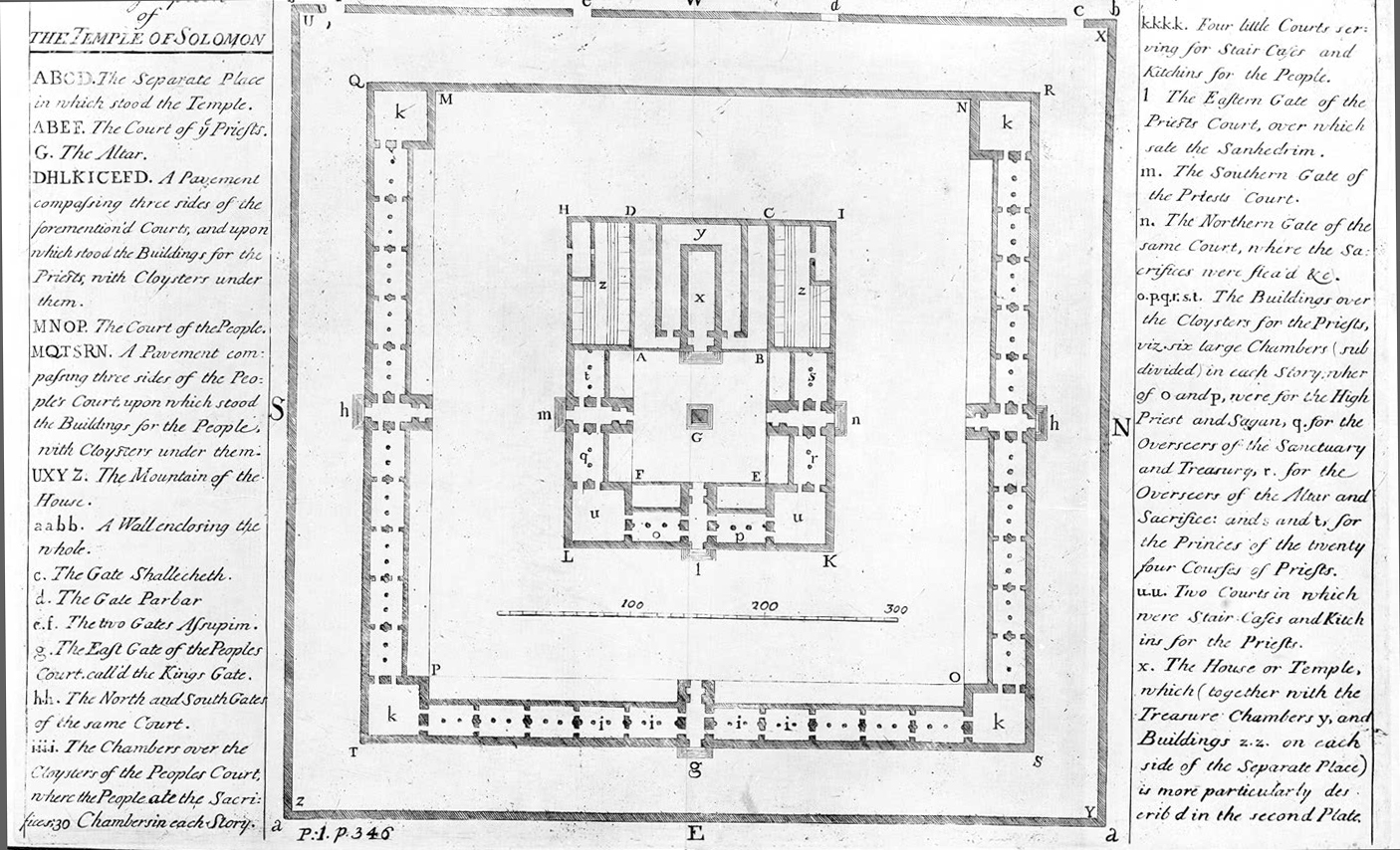
ترسیمِ اسحاق نیوتن از بخشی از هیکل سلیمان، از صفحهٔ نخستِ گاه‌شناسی امپراطوری‌های باستان اصلاح شده (منتشرشده در لندن، ۱۷۲۸)

نیوتن به‌طور گسترده پیرامون معبد سلیمان مطالعه کرد و یک فصل کامل از کتابِ «گاه‌شماری پادشاهی‌های باستان اصلاح‌شده» را به مشاهدات خود از معبد اختصاص داد. منبع اصلی نیوتن برای داده‌ها، شرح ارائه‌شده در کتب پادشاهانِ عهد عتیق بود. او متن را با یاری واژه‌نامه تَرجُمید چون دانشش از زبان عبری اندک بود.
نیوتن افزون بر کتاب مقدس، هنگام مطالعه معبد، به منابع گوناگون باستانی و هم‌عصرِ خودش هم تکیه کرد. او باور داشت که بسیاری از منابع باستانی دارای حکمت مقدس هستند و تناسبِ بسیاری از معابدی که معرفی کرده‌اند به خودیِ خود مقدس اند. این باور، نیوتن را به بررسی بسیاری از آثار معماریِ یونان هلنیستی و همچنین منابع رومی مانند ویتروویوس برای جستجوی دانش غیبی آنها سوق داد. این مفهوم (وجود یک حکمت مقدس و باستانی که مستقیماً توسط خدا بر آدم و موسی فروآمده) که اغلب به آن Prisca sapientia می‌گویند، باور رایج بسیاری از پژوهش‌گرانِ هم‌عصرِ نیوتن بود.
از منابع معاصر نیوتن در این مطالعاتش «خوان بوتیستا ویلالپاندو» بود که چند دهه زودتر اثرش را با نام «In Ezechielem explanationes et apparatus urbis, ac templi Hierosolymitani» منتشر کرده بود که به تفاسیر و دیدگاه‌های حزقیال دربارهٔ هیکل سلیمان و... می‌پرداخت. اثر او در اروپا معروف و اثرگذار شد.
نیوتن معتقد بود هیکل با راهنمایی الهی و چشمِ بصیرت توسط سلیمان ساخته شده است. به نظر نیوتن، هندسهٔ هیکل چیزی بیش از یک نقشهٔ ریاضیاتی بود و گاه‌شماری‌ای از تاریخ عبری را هم در بر داشت. به همین دلیل فصلی را در گاه‌شناسی امپراطوری‌های باستان به هیکل اختصاص داد.
نیوتن بر این باور بود که همانگونه که در نوشته‌های فیلسوفان و خرمندان و متألیانِ گذشته خردی رمزآلود و ناشناخته وجود دارد، باید در معماری‌شان هم همینگونه باشد. او معتقد بود این افراد خردِ مذکور را با نشانه‌های و ادبیاتی خَفی و ریاضیاتی پنهان کرده‌اند که اگر رمزگشایی شوند، نحوهٔ کارِ جهان بر ما آشکار خواهد شد.
نیوتن در حاشیه‌ای که بر رسالهٔ «Manna – a disquisition of the nature of alchemy»، اهداییه‌ای از جانب دوستش «اِزِکیِل فاکسکرافت» (Ezechiel Foxcroft) نوشت، دلایلش برای مطالعه بر هیکل سلیمان را اینگونه شرح داده است:
این خرد، چه سوداگرانه و چه فعال، نه تنها در طبیعت، بلکه در کتب مقدس مانند سفر پیدایش، سفر ایوب، مزامیر، کتاب اشعیا و دیگران هم یافت می‌شود. در دانستن این خرد، خداوند سلیمان را به بزرگترین فیلسوف جهان تبدیل کرد.
در دوران حیات نیوتن، اروپاییان متأثر از آثار ویلالپاندو و حکاکی‌ها و مدل‌های فیزیکیِ هیکل توجه خاصی به سلیمان پیدا کرده بودند.